# Nganda (Sénégal)
Pour les articles homonymes, voir Nganda.

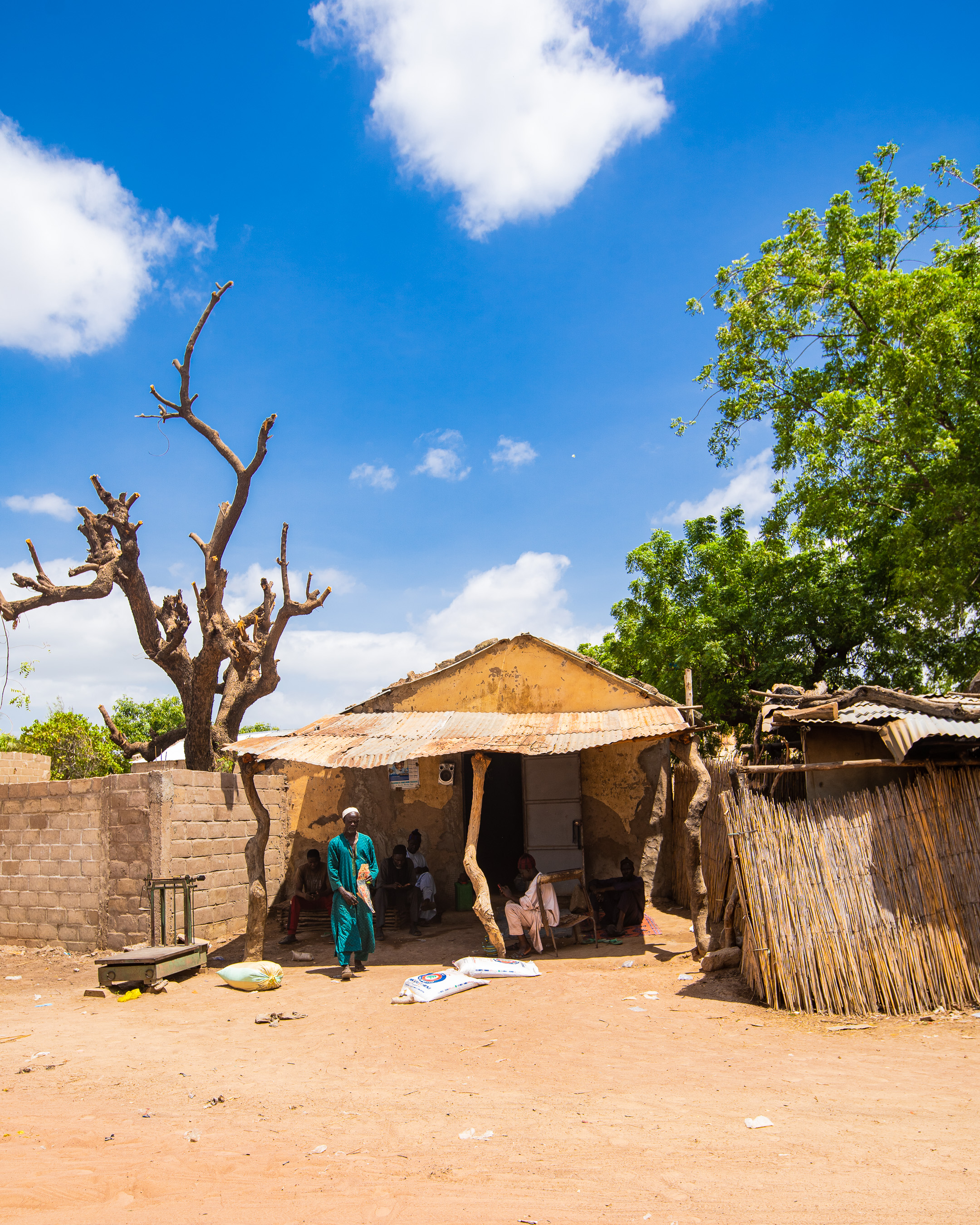
Maison à Nganda.

Nganda est une localité du Sénégal située dans le département de Kaffrine et la région de Kaffrine, à proximité de la frontière avec la Gambie.
Le village a été érigé en commune en 2008.
Selon une source officielle, Nganda compte 1 597 habitants et 149 ménages.
À vol d'oiseau, les localités les plus proches sont : Minna, Mounawara, Hamdallaye, Diama Gadio, Kélimane, Diokoul et Sintiou Kélimane.